# Officiële taal
Het begrip officiële taal is meerduidig. Er kunnen ten minste drie invullingen aan worden gegeven:
- als juridisch begrip;
- als omgangstalig substituut voor een taal met een wettelijke functie in het openbaar bestuur;
- als taal waarvan het bestaan of de waarde door de overheid wordt erkend.

## 'Officiële taal' als juridisch begrip
Wel een officiële status heeft het begrip officiële taal in de Europese Unie. Daar wordt 'officiële talen' in Verordening Nummer 1 tot regeling van het taalgebruik in de Europese Economische Gemeenschap (versie van 1 januari 2007) kwantitatief gedefinieerd, en wel als volgt:
Artikel 1
"De officiële talen en de werktalen van de Instellingen van de Unie zijn het Bulgaars, het Deens, het Duits, het Engels, het Ests, het Fins, het Frans, het Grieks, het Hongaars, het Iers, het Italiaans, het Lets, het Litouws, het Macedonisch, het Maltees, het Nederlands, het Pools, het Portugees, het Roemeens, het Sloveens, het Slowaaks, het Spaans, het Tsjechisch en het Zweeds."
In de volgende artikelen van de verordening wordt een kwalitatieve definitie van de officiële talen gegeven. De officiële talen zijn in die definitie de talen waarin de instellingen van de Europese Unie communiceren met de lidstaten en hun burgers en waarin verordeningen en andere stukken van algemene strekking dienen te worden gepubliceerd.
Er zijn ook nationale en regionale overheden die het begrip 'officiële taal' in hun wetgeving hanteren. Een voorbeeld is de Amerikaanse staat Florida, die in zijn grondwet (artikel II, paragraaf 9) schrijft:
"FLORIDA CONSTITUTION, ARTICLE II, SECTION 9 (1988)"
(a) English is the official language of the State of Florida.
(b) The legislature shall have the power to enforce this section by appropriate legislation."
Het expliciet vaststellen van een officiële taal hoeft niet te betekenen dat communicatie met en door een overheid uitsluitend in die taal mag verlopen. Zo definieert het Duitse Sozialgesetzbuch het Duits als officiële taal ('Amtssprache'), maar laat het overheidsorganen tegelijk expliciet de ruimte stukken in andere talen in behandeling te nemen wanneer hun ambtenaren die kunnen lezen:
"§ 19 Amtssprache
(1) Die Amtssprache ist deutsch. Hörbehinderte Menschen haben das Recht, zur Verständigung in der Amtssprache Gebärdensprache zu verwenden; Aufwendungen für Dolmetscher sind von der Behörde oder dem für die Sozialleistung zuständigen Leistungsträger zu tragen.
(2) Werden bei einer Behörde in einer fremden Sprache Anträge gestellt oder Eingaben, Belege, Urkunden oder sonstige Dokumente vorgelegt, soll die Behörde unverzüglich die Vorlage einer Übersetzung innerhalb einer von ihr zu setzenden angemessenen Frist verlangen, sofern sie nicht in der Lage ist, die Anträge oder Dokumente zu verstehen."
Bovendien maken andere in Duitsland geldende wetten ruimte vrij voor het gebruik van andere talen dan het Duits. Zo schept in Sleeswijk-Holstein het Friisk-Gesäts expliciet ruimte voor het gebruik van de Friese taal door zowel overheid als burgers in Noord-Friesland en op Helgoland:
"§ 1 Friesische Sprache in Behörden
[...]
(2) Die Bürgerinnen und Bürger können sich in friesischer Sprache an Behörden im Kreis Nordfriesland und auf der Insel Helgoland wenden und Eingaben, Belege, Urkunden und sonstige Schriftstücke in friesischer Sprache vorlegen [...]"

## Taal met een wettelijke functie in het openbaar bestuur
Dat het begrip 'officiële taal' niet in de wetten of reglementen van een overheid wordt gebruikt, sluit niet uit dat de wetten of reglementen van een overheid aan een bepaalde taal functies in het openbaar bestuur toekennen. Er zijn overheden die de taal op een prominente plaats (bijvoorbeeld in de grondwet) noemen, zoals Frankrijk, dat de Franse taal met vlag, volkslied, devies en principe in artikel 2 van de grondwet een symbolische functie geeft:

Article 2
La langue de la République est le français.
L'emblème national est le drapeau tricolore, bleu, blanc, rouge.
L'hymne national est la "Marseillaise".
La devise de la République est "Liberté, Egalité, Fraternité".
Son principe est : "gouvernement du peuple, par le peuple et pour le peuple".

In het geval van Frankrijk is de Franse taal exclusief als taal van de republiek gedefinieerd, dus met uitsluiting van andere talen. 
De Belgische grondwet is in die zin afwijkend dat hij geen prominente plaats toekent aan talen, maar aan taalgebieden:

Art. 4
België omvat vier taalgebieden: het Nederlandse taalgebied, het Franse taalgebied, het tweetalige gebied Brussel-Hoofdstad en het Duitse taalgebied.
Elke gemeente van het Rijk maakt deel uit van een van deze taalgebieden.
De grenzen van de vier taalgebieden kunnen niet worden gewijzigd of gecorrigeerd dan bij een wet, aangenomen met de meerderheid van de stemmen in elke taalgroep van elke Kamer, op voorwaarde dat de meerderheid van de leden van elke taalgroep aanwezig is en voor zover het totaal van de ja-stemmen in beide taalgroepen twee derden van de uitgebrachte stemmen bereikt.

Andere overheden kiezen voor het definiëren van specifieke functies van talen. Een voorbeeld is dat van de Amerikaanse staat Louisiana, met een Franstalige bestuurstraditie, die het gebruik van Engels en Frans in bepaalde vormen van overheidscommunicatie in een belastingwet als volgt regelt:

When advertisements are required to be made in relation to judicial process, or in the sale of property for unpaid taxes, or under judicial process or any other legal process of whatever kind, they shall be made in the English language and may in addition be duplicated in the French language. State and local officials and public institutions are reconfirmed in the traditional right to publish documents in the French language in addition to English.

Een ander voorbeeld van een overheid die talen in het openbaar bestuur een functie geeft, is de Nederlandse rijksoverheid. In de Algemene wet bestuursrecht staat in 'Afdeling 2.2 Gebruik van de taal in het bestuurlijk verkeer' onder andere:

Art. 2:6.
-1. Bestuursorganen en onder hun verantwoordelijkheid werkzame personen gebruiken de Nederlandse taal, tenzij bij wettelijk voorschrift anders is bepaald.
-2. In afwijking van het eerste lid kan een andere taal worden gebruikt indien het gebruik daarvan doelmatiger is en de belangen van derden daardoor niet onevenredig worden geschaad.

Vergelijkbare bepalingen zijn opgenomen in artikel 4c van de Invoeringswet openbare lichamen Bonaire, Sint Eustatius en Saba.
Het Nederlands is als taal in het officiële verkeer niet exclusief. Artikel 2:6 lid 1 en 2 laten ruimte voor het gebruik van andere talen, hetzij indien de wet het gebruik van een andere taal voorschrijft dan wel toestaat (lid 1), hetzij wanneer de situatie zich daartoe leent (lid 2). Zo kunnen in bepaalde delen van Nederland ook andere talen worden gebruikt in het bestuurlijk verkeer.
De Wet gebruik Friese taal:

Art. 3
-1. Een ieder kan de Friese taal gebruiken in het verkeer met bestuursorganen, voor zover deze in de provincie Fryslân zijn gevestigd, alsmede met de onder hun verantwoordelijkheid werkzame personen.
-2. Het eerste lid geldt niet indien het bestuursorgaan heeft verzocht de Nederlandse taal te gebruiken op de grond dat het gebruik van de Friese taal tot een onevenredige belasting van het bestuurlijk verkeer zou leiden.
Art. 9
-1. Een ieder kan in vergaderingen van in de provincie Fryslân gevestigde vertegenwoordigende organen de Friese taal gebruiken.
-2. Hetgeen in de Friese taal is gezegd, wordt in de Friese taal genotuleerd.

De Invoeringswet openbare lichamen Bonaire, Sint Eustatius en Saba (IBES):

Art. 4d
[...]
-2. Een ieder kan:
a. het Papiaments gebruiken in het verkeer met de organen van het openbaar lichaam Bonaire;
b. het Engels gebruiken in het verkeer met de organen van het openbaar lichaam Sint Eustatius of Saba.
-3. Een ieder kan het Papiaments ofwel het Engels gebruiken in het verkeer met de Rijksvertegenwoordiger en met personen die in de openbare lichamen werkzaam zijn onder verantwoordelijkheid van de centrale overheid.
-4. Het tweede en derde lid gelden niet, indien het orgaan of de persoon heeft verzocht de Nederlandse taal te gebruiken op de grond, dat het gebruik van het Papiaments of het Engels tot een onevenredige belasting van het bestuurlijk verkeer zou leiden.
Art. 4g
-1. Een ieder kan in vergaderingen van de eilandsraad van het openbaar lichaam Bonaire dan wel van het openbaar lichaam Sint Eustatius of Saba het Papiaments onderscheidenlijk het Engels gebruiken.
-2. Hetgeen in het Papiaments dan wel in het Engels is gezegd, wordt in het Papiaments onderscheidenlijk het Engels genotuleerd.

Hiermee krijgen het Nederlands en het Fries, Papiaments en Engels bepaalde functies, die wat betreft de laatste drie talen verbonden zijn aan de territoria van respectievelijk Friesland, Bonaire en Sint Eustatius en Saba.

## Taal waarvan het bestaan of de waarde door de overheid wordt erkend
Sommige overheden kiezen ervoor bepaalde talen in verdragen een beschermde of bevoorrechte status te geven, of het bestaan ervan binnen een bepaald gebied bij wet te erkennen, zonder het gebruik ervan voor te schrijven of te verbieden. Dat is bijvoorbeeld het geval met talen die beschermd worden onder het Europees handvest voor regionale talen of talen van minderheden. De Nederlandse overheid heeft ervoor gekozen het Fries, dat ook in Nederlandse wetten bepaalde functies in bestuur en onderwijs heeft, de hoogst mogelijk beschermde status te geven. Daarnaast heeft de Nederlandse rijksoverheid het Nedersaksisch en het Limburgs een lagere beschermde status gegeven.
Het erkennen van een taal door een wettelijke regeling kan ook indirect plaatsvinden. Zo erkent de grondwet ('Verfassung') van Sleeswijk-Holstein het recht op culturele eigenheid en bescherming van de Deense minderheid en de Friese volksgroep. Deze groepen definiëren zich niet uitsluitend door hun taal (respectievelijk Deens en Noord-Fries), maar deze taal speelt wel een zodanig belangrijke rol in de genoemde culturele eigenheid dat Sleeswijk-Holstein zich de facto verplicht heeft tot steun- en promotiemaatregelen voor die taal.
Uit de grondwet van Sleeswijk-Holstein:
"Artikel 5
Nationale Minderheiten und Volksgruppen
(1) Das Bekenntnis zu einer nationalen Minderheit ist frei; es entbindet nicht von den allgemeinen staatsbürgerlichen Pflichten.
(2) Die kulturelle Eigenständigkeit und die politische Mitwirkung nationaler Minderheiten und Volksgruppen stehen unter dem Schutz des Landes, der Gemeinden und Gemeindeverbände. Die nationale dänische Minderheit und die friesische Volksgruppe haben Anspruch auf Schutz und Förderung."